# 프라마하몬뜨리
프라마하몬뜨리(태국어: พระมหามนตรี, 생년 미상 ~ 1845년경) 또는 쌉(태국어: ทรัพย์)은 태국의 시인이다.
‘쌉’은 그의 이름이고, ‘프라마하몬뜨리옹카락’은 관직명이다. 태국에서는 와치라웃(라마 6세, 1910년 ~ 1925년) 시대에 성씨(姓氏) 제도가 도입되었기 때문에, 그전에는 한두 음절로 된 이름만 있었다. 당시 태국 관등은 맨 위로부터 쏨뎃짜오프라야, 짜오프라야, 프라야, 프라, 루엉, 쿤, 믄, 판, 타나이의 9등급이었는데, 쿤 이상의 관료는 사회적으로 고급 관료로 간주되고, 왕을 알현할 수 있었다. 그의 관등은 ‘프라’ 급이고 관직이 ‘옹카락’인 것으로 보아 왕이나 왕실의 호위를 맡고 있는 궁정 경찰이나 근위대로 보인다. ‘옹카락’이 왕으로부터 사령장을 수여받은 관등이라는 뜻을 함유하고 있는 점으로 보아 그는 왕궁을 지키는 경찰대나 근위대에 소속된 고위 관료였던 것 같다. ‘마하몬뜨리’는 그 직의 우두머리임을 말해준다.
그는 태국의 대문호라 일컫는 쑨턴푸−프라쑨트라워한(푸)−와 거의 동시대 인물로 평가될 뿐 더 자세한 이력이나 생활에 대해서는 알려진 바가 없다. 작품으로는 라마 2세의 작품인 ＜이나오＞를 패러디한 작품이라 평가되는 ≪라덴 란다이≫ 외에 경찰의 권력 남용 사실을 고발한 ≪플렝야우ᐨ밧쏜테≫가 있다. 나중 작품은 그가 왕궁 경찰의 검을 보관해 두는 무기고에 숨겨두었으나, 그의 생존 시 다른 동료에 의해 발견되어 공개되었다고 하는데, 이 고발 작품으로 인해 그의 문학적 명성이 알려졌고 동료들은 앞을 다투어 그 작품을 베껴 필사본을 만들어 돌려가며 읽었다고 전한다. 그의 두 작품의 성격으로 보아 그가 시대성에 민감하였음을, 특히 비윤리적이거나 부도덕한 사건에는 그 대상이 누구건 간에 가만히 있지 못하는 정의감이 강한 성격의 인물이었음을 알 수 있다.